# Liz Gordon
Pour les articles homonymes, voir Gordon.
Elizabeth “Liz” Gordon, née le 16 mai 1957, est une joueuse de tennis sud-africaine, professionnelle dans la première moitié des années 1980.
Son principal fait d'armes sur le circuit WTA est une victoire en double en 1982, à l'Open d'Allemagne aux côtés de Beverly Mould.
En simple, elle a participé deux fois au tournoi de Wimbledon, en 1981 et 1982, chaque fois éliminée dès son premier match (par Betsy Nagelsen et Tanya Harford).

## Palmarès

### Titre en simple dames
Aucun

### Finale en simple dames
Aucune

### Titre en double dames
| No | Date       | Nom et lieu du tournoi | Catégorie | Dotation  | Surface      | Partenaire    | Finalistes                         | Score    |          |
| -- | ---------- | ---------------------- | --------- | --------- | ------------ | ------------- | ---------------------------------- | -------- | -------- |
| 1  | 17/05/1982 | German Open Berlin     | Series 3  | 100 000 $ | Terre (ext.) | Beverly Mould | Bettina Bunge Claudia Kohde-Kilsch | 6-3, 6-4 | Parcours |

### Finale en double dames
Aucune

## Parcours en Grand Chelem

### En simple dames
| Année | Internationaux de France | Internationaux de France | Wimbledon      | Wimbledon      | US Open | US Open | Open d'Australie | Open d'Australie |
| 1981  | -                        | -                        | 2e tour (1/32) | Betsy Nagelsen | -       | -       | -                | -                |
| 1982  | -                        | -                        | 2e tour (1/32) | Tanya Harford  | -       | -       | -                | -                |

À droite du résultat, l’ultime adversaire.

### En double dames
| Année | Internationaux de France      | Internationaux de France  | Wimbledon                    | Wimbledon               | US Open | US Open | Open d'Australie | Open d'Australie |
| 1982  | 1er tour (1/32) Beverly Mould | Iva Budařová M. Skuherská | 2e tour (1/16) Beverly Mould | Kathy Jordan Anne Smith | -       | -       | -                | -                |

Sous le résultat, la partenaire ; à droite, l’ultime équipe adverse.

### En double mixte
N'a jamais participé à un tableau final.